# Tiffany Brissette
Tiffany Michelle Brissette (Paradise, 26 dicembre 1974) è un'attrice statunitense.

## Biografia
È conosciuta soprattutto per il ruolo di Vicki nel telefilm Super Vicki, girato tra il 1985 e il 1989 e andato in onda, per la prima volta in Italia, nel 1986 su Canale 5. Terminata l'esperienza di "bambina prodigio" come interprete televisiva, ha lasciato il mondo dello spettacolo ed è diventata infermiera a Boulder, Colorado.

## Filmografia

### Cinema
- Dragster: vivere a 300 all'ora (Heart Like a Wheel) (1983)

### Televisione
- Una donna di nome Golda – film TV (1982)
- Marco Polo – miniserie TV (1982)
- Webster – serie TV, 3 episodi (1984-1985)
- L'avventura degli Ewoks (The Ewok Adventure) – film TV (1984)
- Super Vicki (Small Wonder) – serie TV, 96 episodi (1985-1989)
- Love, American Style – serie TV, un episodio (1986)
- Le avventure di Teddy Ruxpin – serie TV, (The Adventures of Teddy Ruxpin) (1987) - voce
- Fun House – serie TV, un episodio (1988)
- Teen Win, Lose or Draw – serie TV, 5 episodi (1989)
- E giustizia per tutti (Equal Justice) – serie TV, 7 episodi (1990-1991)
- Beanpole – film TV (1990)
- Parker Lewis (Parker Lewis Can't Lose) – serie TV, un episodio (1991)